# Języczek rdzawobrązowy
Języczek rdzawobrązowy, pępówka rdzawobrązowa (Arrhenia rustica (Fr.) Redhead, Lutzoni, Moncalvo & Vilgalys) – gatunek grzybów z rodziny wodnichowatych (Hygrophoraceae).

## Systematyka i nazewnictwo
Pozycja w klasyfikacji według Index Fungorum: Arrhenia, Hygrophoraceae, Agaricales, Agaricomycetidae, Agaricomycetes, Agaricomycotina, Basidiomycota, Fungi.
Po raz pierwszy gatunek ten opisał w 1838 r. Elias Fries, nadając mu nazwę Agaricus rusticus. W 2002 r. Scott Alan Redhead, François M. Lutzoni, Jean-Marc Moncalvo i Rytas J. Vilgalys przenieśli go do rodzaju Arrhenia. Pozostałe synonimy:
- Clitocybe rustica (Fr.) H.E. Bigelow & A.H. Sm. 1963
- Gerronema rusticum (Fr.) Raithelh. 1984
- Omphalia rustica (Fr.) Quél. 1872
- Omphalina rustica (Fr.) Quél. 1886

W 2003 r. Władysław Wojewoda zaproponował polską nazwę pępówka rdzabrązowa (dla synonimu Omphalina rustica). Jest niespójna z aktualną nazwą naukową. W internetowym atlasie grzybów ma nazwę języczek rdzawoczarny, spójną z aktualnym ujęciem systematycznym i nazwą naukową.

## Występowanie i siedlisko
Podano stanowiska w Ameryce Północnej, Europie i Azji, najwięcej w Europie. W Polsce W. Wojewoda w 2003 r. przytoczył 6 stanowisk, w późniejszych latach podano następne.
Naziemny grzyb saprotroficzny występujący w lasach mieszanych wśród mchów i porostów. W Polsce owocniki zazwyczaj od maja do października.